# マヌエル・ベッレッティ
マヌエル・ベッレッティ（Manuel Belletti、1985年10月14日 - ）は、イタリア、チェゼーナ出身の自転車競技（ロードレース）選手。

## 経歴
2008年、セッラメンティと契約を結んでプロ転向。
2009年
- グランプリ・ド・フルミー2位。

2010年、コルナゴ - CSF・イノックスに移籍。
- ジロ・デ・イタリア初出場、第13ステージ勝利。
- コッパ・ベルノッキ 優勝

2011年
- ジロ・デッラ・プロヴィンチャ・ディ・レッジョ・カラブリア　区間優勝（第1ステージ）
- コッピ・エ・バルタリ　区間優勝（第1ステージ）
- ツアー・オブ・ターキー　区間優勝（第3ステージ）

2012年、AG2R・ラ・モンディアルに移籍。
- ルート・デュ・スュド　ポイント賞（第4ステージ優勝）
- ヴァッテンフォール・サイクラシックス 8位

2014年、アンドローニ・ジョカットーリに移籍。
- ツール・ド・リムザン　区間優勝（第4ステージ）

2015年、サウスイースト・プロサイクリングに移籍。
- グラン・プレミオ・コスタ・デリ・エトルスキ　優勝
- ドワルス・ドール・ドレンテ　優勝
- コッピ・エ・バルタリ　区間優勝（第1aステージ）
- グラン・プレミオ・ブルーノ・ベゲッリ　2位

2016年
- コッピ・エ・バルタリ　区間優勝（第1aステージ）
- ツアー・オブ・ターキー　ポイント賞

2018年、アンドローニ・ジョカットーリに移籍。
- ツール・ド・ランカウイ　区間優勝（第7ステージ）
- ツール・ド・ホングリエ　総合優勝、ポイント賞（第1ステージ優勝）
- ツアー・オブ・ハイナン　区間優勝（第3,5ステージ）